# Acto de Afirmación Valencianista
El Acto de Afirmación Valencianista (en valenciano: Acte d'Afirmació Valencianista) tuvo lugar en el teatro Eslava de Valencia el 26 de julio de 1914. Al acto, organizado por la Joventut Valencianista de Barcelona y de Valencia, se adhirieron y asistieron entidades y personalidades de todo el espectro político en torno a unos planteamientos valencianistas mínimos: la oficialidad de la lengua valenciana, el reconocimiento de la personalidad regional y la autonomía administrativa, en forma de una Mancomunidad del País Valenciano. Por primera vez y de manera pública se afirmaba una voluntad de recuperación del autogobierno perdido, más allá de la Renaixença literaria.